# Gluema
Gluema es un género de plantas de la familia de las sapotáceas.
Se encuentra en África central y occidental.

## Especies seleccionadas
Especies
1. Gluema ivorensis Aubrév. & Pellegr. - Costa de marfil, Ghana, Camerún, Gabon
2. Gluema korupensis Burgt - Camerún